# Осипенко, Александр Трофимович
Александр Трофимович Осипенко (30 августа 1914, Пологи, Екатеринославская губерния — 27 марта 1940, Петергоф, Ленинград) — лейтенант Рабоче-крестьянской Красной армии, участник советско-финской войны. Герой Советского Союза (1940).

## Биография
Родился 30 августа 1914 года в селе Пологи (ныне — город в Запорожской области Украины). После окончания шести классов школы и школы фабрично-заводского ученичества работал электрослесарем. В 1933 году был призван на службу в Рабоче-крестьянскую Красную армию.
Участвовал в боях советско-финской войны, будучи командиром батареи 301-го гаубичного артиллерийского полка 7-й армии Северо-Западного фронта. 15 февраля 1940 года во главе стрелковой роты Осипенко штурмом взял важную финскую высоту. 20 февраля в районе посёлка Каттила-Оя (ныне — Карелия) батарея Осипенко, выкатив свои орудия на открытые позиции, открыла огонь по финским оборонительным рубежам. В том бою Осипенко лично уничтожил несколько дотов, но и сам получил ранения, от которых скончался 27 марта 1940 года. Похоронен в городе Петергоф.
Указом Президиума Верховного Совета СССР от 11 апреля 1940 года за «образцовое выполнение боевых заданий командования на фронте борьбы с финской белогвардейщиной и проявленные при этом отвагу и геройство» лейтенант Александр Осипенко посмертно был удостоен высокого звания Героя Советского Союза. Также был награждён орденами Ленина и Красной Звезды. Памятник разрушен снарядом, могила находилась на финском заливе в Петергофе.